# Vascons
Les Vascons (Baskoiak en basque, Vascons en gascon, Vascones, Wascones, gens vasconum en latin) sont un peuple de la péninsule Ibérique dont le territoire s'étend au Ier siècle av. J.-C. entre le cours supérieur du fleuve Èbre et sur le versant péninsulaire des Pyrénées occidentales, une région qui correspond à l'époque contemporaine à la quasi-totalité de la Navarre actuelle, les aires du Nord-Ouest de l'Aragon, du Nord-Est et du Centre de La Rioja et du Nord-Est du Guipuscoa. 
C'est par le nom de Vasconii que les Romains de l'Antiquité désignaient un peuple connu par la suite sous les noms de Gascons et de Basques. En effet, dans ces régions la lettre v se prononce b, tandis qu'au nord des Pyrénées la lettre w se prononçait g dur. Vasconie et Gascogne sont les formes successives du même nom.
Les Vascons, qui atteignent un degré élevé d'intégration dans le monde romain, particulièrement dans les plaines, le long des rives du fleuve Èbre et dans les aires autour des cités romaines de Pompælo et Oiasso, peuplent la région la plus au nord et la plus montagneuse, connue comme le Vasconum Saltus, pendant la crise économique et sociale qui accompagna la décomposition de l'Imperium et la pression causée par les invasions barbares des peuples germaniques et asiatiques (Huns, Alains, Taïfales) au début du Ve siècle. Ils entrent par la suite en conflit à diverses occasions avec les royaumes des Wisigoths et des Francs qui sont installés sur les deux versants des Pyrénées.
Après l'invasion musulmane de la péninsule Ibérique au début du VIIIe siècle, qui a abouti à la dissolution du Royaume wisigoth et au retrait partiel des gouverneurs francs au nord de l'Aquitaine, les descendants des Vascons, qui avaient adopté le christianisme durant le Bas-Empire romain, se réorganisèrent vers le IXe siècle autour des entités féodales du duché de Vasconie en Gascogne et de celle du royaume de Pampelune. Cette dernière entité donnera naissance durant le Moyen Âge au royaume de Navarre.

## Le territoire

### Époque romaine

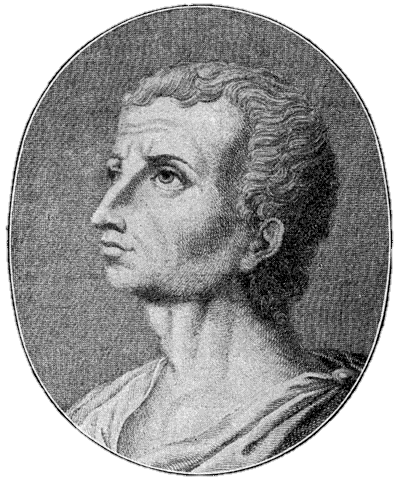
Portrait fictif de Tite-Live, à qui on doit la première notice historiographique qui reste conservée de l'Antiquité sur le peuple des Vascons.

La description du territoire que les Vascons occupaient durant l'époque antique entre le Ier siècle av. J.-C. et le IIe siècle, nous est arrivée à travers les textes d'auteurs classiques, tels Tite-Live, Strabon, Pline l'Ancien et Ptolémée. Ces textes ont été pris comme des sources de référence, bien que certains propos manquent de cohérence, et parfois induisent une contradiction des informations ou une mauvaise interprétation, en particulier avec les sources issues de Strabon.
La notice historiographique la plus ancienne correspond à Tite-Live (59 av. J.-C.-17 apr. J.-C.) qui, dans un bref passage du fragment du livre XCI de son œuvre sur la campagne de 76 av. J.-C. lors de la guerre sertorienne, raconte comment Sertorius remonte l'Èbre et passe par la civitas de Calagurris Nasica, traverse le territoire des Vascons (ou Vasconum agrum) jusqu'aux limites de ses voisins immédiats, les Berones. Avec une étude comparée des autres parties du même fragment, il est possible de déduire que ces voisins se trouvaient à l'ouest, car au sud les Vascons étaient les voisins de la cité celtibère de Contrebia Leucade.
Pline l'Ancien, pour sa part dans son Histoire naturelle, reproduit un texte antérieur à l'année 50 av. J.-C. dans laquelle les Vascons sont situés dans l'extrémité occidentale des Pyrénées, voisins des Vardules, et dont le territoire s'étend vers les montagnes d'Oiartzun et vers la mer Cantabrique dans une zone dénommée Vasconum saltus. Le géographe grec Strabon, à l'époque d'Auguste (63 av. J.-C.-14 ap. J.-C.), se réfère aux Vascons (en grec ancien, Οὐασκώνων, avec l'alphabet latin Uaskṓnōn) en situant leur principale polis comme la ville de Pampelune, avec aussi la ville de Callagurris.
Ces données se trouvent dans l’œuvre de Claude Ptolémée (qui vit durant le IIe siècle), Traité de géographie, dont le livre II, chapitre 6, 66, détaille le nom de 15 villes à l'intérieur du territoire des Vascons, en plus de la ville côtière d'Oiasso : Eturissa, Pompælo, Bituris, Andelos, Nemeturissa, Curnonium, Iacca, Graccurris, Calagurris, Cascantum, Ercavica, Tarraga, Muscaria, Segia et Allauona.

## L'adjectif
Par généralisation, on applique l'adjectif « vascon » à l'aire présumée bascophone dans l'Antiquité et aux traits culturels partagés par ces régions.
La région présumée bascophone, du fait de son onomastique basque, correspond aux deux versants pyrénéens entre Èbre et Garonne jusqu'au haut Pallars.

#### Sources primaires
- Pline l'Ancien, Histoire naturelle.
- Strabon, Géographie.

#### Sources secondaires
- (es) Adolf Schulten, « Las referencias sobre los Vascones hasta el año 810 después de J.C », Revista Internacional de los Estudios Vascos. RIEV,‎ 1927 (lire en ligne, consulté le 2 juillet 2017).
- (es) Javier Arce, « Vascones y romanos : las deformaciones de la historiografía antigua». Antiqua, numéro 6, 1999.
- (es) Agustín Azkarate, « Los Pirineos occidentales durante el periodo franco-visigótico ». Historia de Euskal Herria. Historia general de los vascos, Ed. Lur, Bilbao, 2004, p. 88-114.
- (es) Agustín Azkarate, « ¿« Reihengräberfelder » al sur de los Pirineos? ». Homenaje al Prof. Thilo Ulbert, Antigüedad y Cristianismo, Murcie, 2004, p. 389–413.